# 豹紋頭鮫
豹紋頭鮫（学名：Cephaloscyllium pardelotum），又名沙條，为貓鮫科絨毛鯊屬下的一个种。